# Осан-Бельпо, Моник
Агнес Моник Осан-Бельпо (англ. Agnès Monique Ohsan Bellepeau; род. в 1942 году) — исполняющая обязанности президента Маврикия с 31 марта по 21 июля 2012 года и с 29 мая по 5 июня 2015 года, вице-президент Маврикия с 12 ноября 2010 года по 3 апреля 2016 года.

## Биография
Родилась в семье Бартоломе Осана, видного маврикийского политика, одного из основателей Лейбористской партии.
Моник Осан-Бельпо работала журналистом и диктором новостей на национальном телеканале вещательной корпорации Маврикия.
В 1990 году вступила в Лейбористскую партию. В 1995—2000 годах работала в парламенте и правительстве, после поражения партии на выборах ушла в бизнес.
В 2007—2010 годах была председателем Лейбористской партии.
Была назначен вице-президентом 12 ноября 2010 года, после смерти прежнего вице-президента Ангиди Четтьяра. Была единогласно одобрена всеми членами Национального собрания, и таким образом стала первой женщиной вице-президентом в истории Маврикия.
30 марта 2012 года, президент Маврикия Анируд Джагнот подал в отставку в результате вражды с премьер-министром. Моник Осан-Бельпо стала исполнять обязанности президента 31 марта 2012 года. 10 апреля 2012 года она присутствовала на приёме, устроенном посольством КНР в Маврикии по случаю 40-й годовщины установления дипломатических отношений между странами. 21 июля 2012 года на пост президента был избран Раджкесвур Пурриаг. В 2015 году после его отставки Моник Осан-Бельпо вновь некоторое время исполняла обязанности президента.
Была замужем за бизнесменом Ивом Джозеф Бельпо, умершим 16 ноября 2010 года, через три дня после того, как она была приведена к присяге в качестве вице-президента.
В 2009 году стала Великим офицером Ордена звезды и ключа Индийского океана.